# The Best FIFA Football Awards 2021
Les The Best FIFA Football Awards 2021 ont eu lieu le 17 janvier 2022.
La cérémonie a eu lieu virtuellement en raison de la pandémie de COVID-19.

## Les nommés et les lauréats

### The Best, Joueur de la FIFA
Onze joueurs ont été initialement présélectionnés le 22 novembre 2021.
Les trois finalistes ont été dévoilés le 7 janvier 2022.
Robert Lewandowski a remporté le prix avec 48 points ,devant Lionel Messi, sa deuxième victoire consécutive,.
Les critères de sélection des joueurs masculins de l'année sont : les réalisations respectives durant la période du 8 octobre 2020 au 7 août 2021.
| Rang             | Joueur             | Club(s)                          | Équipe nationale | Points         |
| Les finalistes   | Les finalistes     | Les finalistes                   | Les finalistes   | Les finalistes |
| ---------------- | ------------------ | -------------------------------- | ---------------- | -------------- |
| 1                | Robert Lewandowski | Bayern Munich                    | Pologne          | 48             |
| 2                | Lionel Messi       | FC Barcelone Paris Saint-Germain | Argentine        | 44             |
| 3                | Mohamed Salah      | Liverpool FC                     | Égypte           | 39             |
| Autres candidats |                    |                                  |                  |                |
| 4                | Karim Benzema      | Real Madrid                      | France           | 30             |
| 5                | N'Golo Kanté       | Chelsea                          | France           | 24             |
| 6                | Jorginho           | Chelsea                          | Italie           | 24             |
| 7                | Cristiano Ronaldo  | Juventus Manchester United       | Portugal         | 23             |
| 8                | Kylian Mbappé      | Paris Saint-Germain              | France           | 16             |
| 9                | Kevin De Bruyne    | Manchester City                  | Belgique         | 11             |
| 10               | Neymar             | Paris Saint-Germain              | Brésil           | 10             |
| 11               | Erling Haaland     | Borussia Dortmund                | Norvège          | 7              |

### The Best, Gardien de but de la FIFA
Cinq joueurs ont été initialement présélectionnés le 22 novembre 2021.
Les trois finalistes ont été dévoilés le 5 janvier 2022.
Édouard Mendy a remporté le prix avec 24 points.
| Rang             | Joueur               | Club(s)                      | Équipe nationale | Points         |
| Les finalistes   | Les finalistes       | Les finalistes               | Les finalistes   | Les finalistes |
| ---------------- | -------------------- | ---------------------------- | ---------------- | -------------- |
| 1                | Édouard Mendy        | Chelsea                      | Sénégal          | 24             |
| 2                | Gianluigi Donnarumma | AC Milan Paris Saint-Germain | Italie           | 24             |
| 3                | Manuel Neuer         | Bayern Munich                | Allemagne        | 12             |
| Autres candidats |                      |                              |                  |                |
| 4                | Alisson              | Liverpool FC                 | Brésil           | 8              |
| 5                | Kasper Schmeichel    | Leicester City               | Danemark         | 4              |

### The Best, Entraîneur de la FIFA (M)
Sept entraîneurs ont été initialement présélectionnés le 22 novembre 2021.
Les trois finalistes ont été dévoilés le 6 janvier 2022.
Thomas Tuchel a remporté le prix avec 28 points de classement.
| Rang             | Entraîneur      | Équipe(s) gérée(s)      | Points         |                |
| Les finalistes   | Les finalistes  | Les finalistes          | Les finalistes | Les finalistes |
| ---------------- | --------------- | ----------------------- | -------------- | -------------- |
| 1                | Thomas Tuchel   | Chelsea                 | 28             |                |
| 2                | Roberto Mancini | Italie                  | 15             |                |
| 3                | Pep Guardiola   | Manchester City         | 14             |                |
| Autres candidats |                 |                         |                |                |
| 4                | Lionel Scaloni  | Argentine               | 7              |                |
| 5                | Hansi Flick     | Bayern Munich Allemagne | 6              |                |
| 6                | Diego Simeone   | Atlético de Madrid      | 1              |                |
| 7                | Antonio Conte   | Tottenham Hotspur       | 1              |                |

### The Best, Joueuse de la FIFA
Treize joueurs ont été initialement présélectionnés le 22 novembre 2021.
Les trois finalistes ont été dévoilés le 7 janvier 2022.
Alexia Putellas a remporté le prix avec 52 points.
Les critères de sélection des joueuses de l'année sont : les réalisations respectives durant la période du 8 octobre 2020 au 6 août 2021.
| Rang             | Joueur                 | Club(s)            | Équipe nationale | Points         |
| Les finalistes   | Les finalistes         | Les finalistes     | Les finalistes   | Les finalistes |
| ---------------- | ---------------------- | ------------------ | ---------------- | -------------- |
| 1                | Alexia Putellas        | FC Barcelone       | Espagne          | 52             |
| 2                | Sam Kerr               | Chelsea            | Australie        | 38             |
| 3                | Jennifer Hermoso       | FC Barcelone       | Espagne          | 33             |
| Autres candidats |                        |                    |                  |                |
| 4                | Vivianne Miedema       | Arsenal            | Pays-Bas         | 30             |
| 5                | Christine Sinclair     | Thorns de Portland | Canada           | 28             |
| 6                | Aitana Bonmati         | FC Barcelone       | Espagne          | 26             |
| 7                | Lucy Bronze            | Manchester City    | Angleterre       | 16             |
| 8                | Magdalena Eriksson     | Chelsea            | Suède            | 15             |
| 9                | Caroline Graham Hansen | FC Barcelone       | Norvège          | 12             |
| 10               | Pernille Harder        | Chelsea            | Danemark         | 10             |
| 11               | Ellen White            | Manchester City    | Angleterre       | 9              |
| 12               | Stina Blackstenius     | Arsenal            | Suède            | 5              |
| 13               | Ji So-yun              | Chelsea            | Corée du Sud     | 4              |

### The Best, Gardienne de but de la FIFA
Cinq joueurs ont été initialement présélectionnés le 22 novembre 2021.
Les trois finalistes ont été dévoilés le 5 janvier 2022.
Christiane Endler a remporté le prix avec 26 points.
| Rang             | Joueur             | Club(s)                                | Équipe nationale | Points         |
| Les finalistes   | Les finalistes     | Les finalistes                         | Les finalistes   | Les finalistes |
| ---------------- | ------------------ | -------------------------------------- | ---------------- | -------------- |
| 1                | Christiane Endler  | Paris Saint-Germain Olympique Lyonnais | Chili            | 26             |
| 2                | Stéphanie Labbé    | Paris Saint-Germain                    | Canada           | 20             |
| 3                | Anne-Katrin Berger | Chelsea                                | Allemagne        | 14             |
| Autres candidats |                    |                                        |                  |                |
| 4                | Hevig Lindahl      | Atlético de Madrid                     | Suède            | 7              |
| 5                | Alyssa Naher       | Red Stars de Chicago                   | États-Unis       | 5              |

### The Best, Entraîneur de la FIFA (F)
Cinq entraîneurs ont été initialement présélectionnés le 22 novembre 2021.
Les trois finalistes ont été dévoilés le 6 janvier 2022.
Emma Hayes a remporté le prix avec 22 points de classement.
| Rang             | Entraîneur         | Équipe(s) gérée(s)   | Points         |
| Les finalistes   | Les finalistes     | Les finalistes       | Les finalistes |
| ---------------- | ------------------ | -------------------- | -------------- |
| 1                | Emma Hayes         | Chelsea              | 22             |
| 2                | Lluís Cortés       | FC Barcelone Ukraine | 19             |
| 3                | Sarina Wiegman     | Angleterre Pays-Bas  | 14             |
| Autres candidats |                    |                      |                |
| 4                | Bev Prêtreman      | Canada               | 13             |
| 5                | Pierre Gerhardsson | Suède                | 4              |

### FIFA Puskas Award
Les onze joueurs initialement présélectionnés pour le prix ont été annoncés le 29 novembre 2021.
Les trois finalistes ont été dévoilés le 4 janvier 2022.
Tous les buts à prendre en considération ont été marqués du 8 octobre 2020 au 7 août 2021.
Chaque utilisateur enregistré de FIFA.com a été autorisé à participer au vote final jusqu'au 17 décembre 2021, le questionnaire étant présenté sur le site officiel de la FIFA.
Les objectifs ont également été votés par un jury de dix "experts FIFA". Les votes des deux groupes ont pesé de manière égale sur le vainqueur final du prix.
| Rang             | Joueur             | Match                                         | Compétition                                    | Date             | Points         |
| Les finalistes   | Les finalistes     | Les finalistes                                | Les finalistes                                 | Les finalistes   | Les finalistes |
| ---------------- | ------------------ | --------------------------------------------- | ---------------------------------------------- | ---------------- | -------------- |
| 1                | Erik Lamela        | Arsenal - Tottenham Hotspur                   | Premier League 2020-21                         | 14 mars 2021     | 22             |
| 2                | Mehdi Taremi       | Chelsea - FC Porto                            | Ligue des champions de l'UEFA 2020-2021        | 13 avril 2021    | 21             |
| 3                | Patrick Schick     | Écosse – République Tchèque                   | Euro 2020                                      | 14 juin 2021     | 21             |
| Autres candidats |                    |                                               |                                                |                  |                |
| Non classé       | Luis Diaz          | Brésil – Colombie                             | Copa América 2021                              | 23 juin 2021     | Non classé     |
| Non classé       | Gauthier Hein      | Niort - Auxerre                               | Ligue 2 2020-21                                | 10 avril 2021    | Non classé     |
| Non classé       | Valentino Lazaro   | Bayer Leverkusen – Borussia Mönchengladbach   | Bundesliga 2020-21                             | 8 novembre 2020  | Non classé     |
| Non classé       | Riyad Mahrez       | Zimbabwe – Algérie                            | Qualification Coupe d'Afrique des Nations 2021 | 16 novembre 2020 | Non classé     |
| Non classé       | Sandra Owusu-Ansah | Kumasi Sports Academy Ladies - Dames suprêmes | Premier League féminine du Ghana 2020-2021     | 8 mai 2021       | Non classé     |
| Non classé       | Vangelis Pavlidis  | Willem II – Fortuna Sittard                   | 2020-21 Eredivisie                             | 16 mai 2021      | Non classé     |
| Non classé       | Daniela Sánchez    | Querétaro – Atlético San Luis                 | Liga MX Féminin 2021                           | 16 janvier 2021  | Non classé     |
| Non classé       | Caroline Weir      | Manchester City – Manchester United           | FA WSL 2020-21                                 | 12 février 2021  | Non classé     |

### Prix FIFA des supporters
Le prix célèbre les meilleurs moments ou gestes des fans d'octobre 2020 à août 2021, quel que soit la circonstance.
La liste restreinte a été compilée par un jury d'experts de la FIFA et chaque utilisateur enregistré de FIFA.com a été autorisé à participer au vote final jusqu'au 14 janvier 2022.
Les trois nommés ont été annoncés le 22 novembre 2021. Les fans du Danemark et de la Finlande ont remporté le prix avec plus de 100 000 votes enregistrés.
| Vainqueurs                               | Match             | Concurrence    | Date         | Votes   |
| ---------------------------------------- | ----------------- | -------------- | ------------ | ------- |
| Supporters du Danemark et de la Finlande | Danemark Finlande | UEFA Euro 2020 | 12 juin 2021 | 107 565 |

### Prix du fair-play de la FIFA
| Vainqueur                    | Raison |
| ---------------------------- | --- |
| Équipe nationale du Danemark | A donné à Christian Eriksen la RCR, l'a protégé des caméras et a réconforté sa famille après son effondrement lors d'un match de l'Euro 2020. |

### Prix spécial de la FIFA
Un prix supplémentaire a été décerné au portugais Cristiano Ronaldo et à la canadienne Christine Sinclair, pour les récompenser de devenir respectivement les meilleurs buteurs internationaux de tous les temps en football senior masculin et féminin,.
| Gagnant            | Équipe   | Raison                                                                       |
| ------------------ | -------- | ---------------------------------------------------------------------------- |
| Cristiano Ronaldo  | Portugal | Plus grand nombre de buts internationaux marqués par un footballeur masculin |
| Christine Sinclair | Canada   | Plus grand nombre de buts internationaux marqués par une footballeuse        |

### FIFA/FIFPro World XI
La liste restreinte des 23 joueurs masculins a été annoncée le 14 décembre 2021.
| 2021 | Gianluigi Donnarumma ( Paris Saint-Germain) | David Alaba ( Real Madrid) Leonardo Bonucci ( Juventus) Rúben Dias ( Manchester City) | Kevin De Bruyne ( Manchester City) N'Golo Kanté ( Chelsea) Jorginho ( Chelsea) | Cristiano Ronaldo ( Manchester United) Robert Lewandowski ( Bayern Munich) Erling Haaland ( Borussia Dortmund) Lionel Messi ( Paris Saint-Germain) |

### FIFA/FIFPro World XI Féminin
La liste restreinte féminine de 23 joueuses a été annoncée le 14 décembre 2021.
| Gardienne         | Défenseuses                                                | Milieux                                       | Attaquantes                        |
| ----------------- | ---------------------------------------------------------- | --------------------------------------------- | ---------------------------------- |
| Christiane Endler | Lucy Bronze Wendie Renard Magdalena Eriksson Millie Bright | Estefanía Banini Barbara Bonansea Carli Lloyd | Marta Alex Morgan Vivianne Miedema |